# Approche neurolinguistique
 (février 2025).
L'approche neurolinguistique (ANL) est une méthode pédagogique utilisée dans l'enseignement/acquisition de langues secondes ou étrangères [en abrégé L2/LÉ] en milieu scolaire, privilégiant l'habileté à communiquer, à la fois à l'oral et à l'écrit, à partir d'une démarche pédagogique spécifiquement élaborée pour développer la littératie directement en L2/LE, sans passer par la traduction.
Développée à partir du programme dit « Français Intensif » (ou « FI »), dans le Canada anglophone, en 1997-1998, cette démarche pédagogique a abandonné sa qualification initiale « d’approche transdiciplinaire » et a opté pour « approche neurolinguistique » en 2010 lors de son adoption expérimentale en Chine où il n’était plus question d’enseignement des disciplines scolaires mais d’une démarche expérimentale comparative mise en regard de l’approche communicative alors en usage.
Note : Ne pas confondre la Programmation neuro-linguistique, du domaine de la psychologie, et l'Approche neurolinguistique (ANL), du domaine de la didactique des langues.

## Contexte
L'ANL a été développée au Canada à partir de 1997 par Claude Germain (Département de didactique des langues, Université du Québec à Montréal) et Joan Netten (Faculté d’Éducation, Memorial University of Newfoundland) dans le contexte de l’influence grandissante des neurosciences éducatives émergentes,). Elle repose principalement sur les recherches de Michel Paradis,, de McGill University et l'Institut des sciences cognitives, Université du Québec à Montréal (UQAM), de Nick Ellis (Centre for Complex Systems, University of Michigan) et de Norman Segalowitz du TESOL Centre, Concordia University (Montréal), et est aussi marquée par les conceptions de Vygotsky sur le rôle des interactions sociales sur le développement cognitif et langagier.
Ce qui caractérise l’ANL est le besoin pour les élèves de développer de manière indépendante, en salle de classe, les deux composantes de toute communication effective : une compétence implicite, ou l’habileté à utiliser spontanément, à l’oral, une L2/LÉ et le savoir explicite, ou la conscientisation de la façon dont une langue fonctionne, les règles de grammaire et le vocabulaire. Cette dimension de l’approche est basée sur les recherches de Paradis (1994, 2004) et de Nick Ellis (2011). En effet, les recherches de Paradis font une nette distinction entre le savoir explicite, qui est le savoir conscient au sujet d’une L2/LÉ et qui est appris grâce à la mise en évidence (noticing) et à des explications, et la compétence implicite, qui peut être acquise de façon non consciente par l’utilisation de la langue dans des situations de communication authentiques.
Dans l'ANL, la compétence implicite prend le nom de grammaire interne. Elle est considérée comme résultant de l’élaboration d’un réseau neuronal formé dans le cerveau consécutivement à l’utilisation fréquente des mêmes parcours ou circuits; si le terme grammaire est employé, il ne renvoie donc pas à l’idée d’un corpus de règles, mais à des régularités employées spontanément à la suite de la fréquence statistique de leur utilisation dans les échanges langagiers (Paradis, 2004; Ellis, 1997). En outre, dans l'ANL, le savoir explicite est désigné en tant que « grammaire externe ». Cette distinction de deux grammaires a été inspirée par les recherches de M. Paradis qui montrent que le savoir explicite (la grammaire externe) relève de la mémoire déclarative, alors que la compétence implicite (la grammaire interne), qui est une habileté, relève de la mémoire procédurale (Germain et Netten, 2013a). Les recherches de Paradis montrent, en effet, qu’il n’y a pas de connexion directe entre ces deux composantes et c’est ce qui explique, selon les concepteurs de l’ANL, pourquoi il y a tant de personnes qui connaissent les règles d’une langue en étant dans l’incapacité totale de la parler alors que, simultanément, on trouve tellement de personnes capables de parler une seconde langue en n’ayant aucune connaissance de sa grammaire (ce qu’ils nomment le « paradoxe grammatical »). Si l’on peut considérer que la « grammaire externe » est enseignée dans les classes de manière relativement efficace, les résultats de nombreuses enquêtes portent à dire qu’il en est tout autrement pour la « grammaire interne ». L’absence de cette distinction nette entre savoirs et habiletés est pour les concepteurs de l’ANL une raison essentielle expliquant pourquoi les programmes réguliers d’enseignement d’une L2/LÉ, dont les méthodes mises en œuvre ne font pas cette distinction, ne parviennent pas à conduire la plupart des élèves à un niveau de compétence suffisant pour une communication spontanée. Ce serait donc le cas y compris des programmes se réclamant d’une approche communicative: malgré l’orientation pragmatique de la démarche, ils font d'abord apprendre le savoir explicite (les règles de grammaire ou un savoir fondé, la plupart du temps, sur la langue écrite) avant de faire acquérir la compétence implicite, qui est au cœur de la capacité à interagir oralement en langue (Germain et Netten, 2005, 2013b; Germain, 2017, 2018).
Le point de vue neurolinguistique de Paradis a soulevé des discussions chez certains chercheurs, notamment dans le champ de la linguistique appliquée ; toutefois, les concepteurs de l'ANL estiment que la théorie de Paradis est à ce jour la seule qui rende compte des observations de classe, en terme de réussite ou d’échec du processus d’appropriation d’une langue seconde.

## Principes fondamentaux
L’ANL repose sur cinq principes fondamentaux, élaborés par Germain et Netten (2011, 2012a ; Netten et Germain, 2012), afin de créer les conditions nécessaires, en salle de classe, pour que les élèves développent d’abord oralement leur communication spontanée en L2/LÉ avant de recourir au savoir explicite sur la langue dans le cas d’activités de lecture et d’écriture (Germain et Netten, 2013b; Germain, 2017).

### Acquisition de la grammaire interne (la compétence implicite)
La grammaire interne renvoyant à la capacité de formuler spontanément des énoncés en L2 sans recourir à un effort intellectuel conscient de remémoration, l’enseignement est organisé de sorte qu’un nombre limité de structures sont utilisées et réutilisées avec un maximum de fréquence. Pour cela, des unités pédagogiques sont élaborées sur la base des centres d’intérêts des apprenants qui présentent trois ou quatre fonctions de communication reliées les unes aux autres ainsi qu’au thème de l’unité.  Chaque fonction est présentée et utilisée individuellement par les apprenants dans plusieurs situations de communication différentes afin de donner lieu à de brèves conversations personnelles entre eux. À la fin de l’unité, les fonctions sont combinées afin de donner lieu à des discussions plus complexes sur le sujet. L’objectif est le développement de patterns linguistiques corollaires des connexions neuronales se mettant en place dans la mémoire procédurale de l’apprenant,  au fil de conversations totalement libres quant au contenu mais toujours guidées morpholinguistiquement par la modélisation de l’enseignant. La langue orale est donc tout d'abord développée dans un contexte conversationnel, ce contexte rendant possible un transfert effectif des structures langagières dans d’autres situations de conversation selon les récents travaux de recherche de Segalowitz en neurosciences cognitives, en vertu notamment du PTA (« processus de transfert approprié » ; en anglais : TPA – Transfer appropriate processing) (Segalowitz, 2010).

### Recours à une perspective axée sur la littératie dans l’enseignement d’une L2/LÉ
La notion de littératie  renvoie originellement à la capacité de lire et d’écrire. Toutefois, dans le contexte éducatif canadien où est née l’ANL, elle prend un sens plus large, en tant que capacité à utiliser la langue pour interpréter, comprendre l’environnement et interagir sous toutes ses formes. Viser la littératie dans une telle perspective holistique permet, sur le plan épistémologique, de considérer l’apprentissage d’une langue comme le développement d’habiletés (skills) plutôt que de savoirs (knowledge). Sur le plan pédagogique, la conséquence en est de mettre la priorité sur le développement de la production orale, un point de vue confirmé par les recherches en neuroéducation (Huc et Smith, 2008), qui mettent en avant la primauté de l’oral avant la lecture et l’écriture. Les textes utilisés en lecture, aussi bien que les sujets des compositions écrites, portent pour cette raison sur le même thème; car ils visent le réemploi des mêmes structures que celles d’abord développées à l’oral. Le but de l’ANL, en effet, est d’enseigner la lecture et l’écriture directement dans la L2/LÉ, au moyen d’interactions dans cette langue et sans recours à la traduction. Pour cela, les stratégies mises en œuvre sont semblables à celles qui sont utilisées pour le développement de la littératie dans l’enseignement de la langue maternelle, mais avec les modifications qu’impose le fait que la grammaire interne des apprenants est considérablement plus limitée que celle de ceux qui apprennent à lire et à écrire dans leur langue maternelle (Germain et Netten, 2005, 2012, 2013b; Germain, 2017). Il s’agit alors, dans l’ANL, tout d’abord, de mettre un plus grand accent sur la préparation orale, sans aucun document écrit, avant de lire et d’écrire, puis d’aborder la grammaire externe (les savoirs sur la langue) de manière contextuelle, à partir de la déduction de points grammaticaux tirés de l’observation de cas observés au moment de lire des textes ou d’écrire des paragraphes.

### Recours à une pédagogie du projet
Le but de l’enseignement de la L2/LÉ étant, in fine, le développement de la littératie telle que précédemment définie, la pédagogie du projet s’impose naturellement : elle permet de proposer aux apprenants des situations riches de sens, des tâches intéressantes émotionnellement et engageantes cognitivement. À cette fin, la mise en œuvre de l’ANL est guidée par des unités pédagogiques dont les thèmes sont choisis en fonction des centres d’intérêts des apprenants. Elles sont organisées en séquences appelées cycle de la littératie menant à la réalisation de mini projets qui s’articulent les uns aux autres afin de préparer à la réalisation d'un projet final où tous les contenus langagiers développés au fil des séquences pourront être mis en œuvre. Ainsi, les activités proposées ne sont pas isolées et requièrent la participation active des élèves, ce qui fait appel à d’autres mécanismes cérébraux nécessaires pour un apprentissage réussi de la langue (Paradis, 2004). La grammaire interne ne pouvant être « apprise » mais seulement « acquise » de manière non consciente, il convient en effet que l’apprenant soit amené à utiliser et de réutiliser les mêmes structures langagières au sein de conversations naturelles; au fil de chaque unité, sans porter consciemment attention aux formes de la langue (Paradis, 1994, 2004, 2009).

### Recours à une communication authentique
En vertu du « processus de transfert approprié » (Segalowitz, 2010), la mémorisation des formes langagières nécessite un contexte pragmatique fort et elle est d’autant plus efficace que la situation de réemploi (récupération) s'apparente à la situation d’apprentissage initial (encodage). L’apprentissage d’une L2/LÉ au travers d’exercices contrôlés ou par la mémorisation de dialogues met d’abord l’accent sur les formes langagières qui sont, de ce fait, emmagasinées dans la mémoire déclarative (R. Ellis, 1997). Selon M. Paradis, seule la communication authentique met en œuvre les mécanismes cérébraux, tels ceux liés à la motivation, qui sont nécessaires à l’acquisition de la compétence implicite (Paradis, 2004). Afin de développer la capacité à interagir spontanément en L2/LÉ, les concepteurs de l’ANL ont ainsi définit la communication authentique en classe comme la mise en œuvre d’un principe de véracité des échanges : l’enseignant ne pose pas de questions irréalistes et les réponses des appenants sont toujours personnelles et même s’il arrive que des documents manipulés en classe soient pédagogiques, les discussions qu’ils génèrent doivent être reliées au vécu et à ce que pensent et souhaitent exprimer les apprenants. Pour cette raison, les jeux de rôle ne sont pas une activité recommandée pour l’appropriation d’une L2/LÉ.

### Utilisation de stratégies d’enseignement interactives
L’interaction entre les élèves en L2/LÉ est un ingrédient essentiel dans le développement de la grammaire interne et de la capacité à communiquer avec spontanéité. Dans l’ANL, pour faciliter l’interaction, on recourt à cinq étapes d’enseignement de la production orale, ainsi qu’en encourageant des activités entre pairs et dans des petits groupes, tout au long des unités d’enseignement. Toutefois, les élèves sont préparés linguistiquement à utiliser les structures dont ils ont besoin pour accomplir les tâches demandées, mais les interactions sont authentiques en ce sens que les élèves expriment leurs propres pensées. En outre, il y a aussi trois autres stratégies spécifiques d’enseignement qui sont recommandées : aisance, précision et stimulation de l'écoute. En effet, les élèves doivent répondre en utilisant des phrases complètes lorsqu’ils apprennent les nouvelles structures langagières, de manière à faciliter la construction de leur grammaire interne et à recourir à la L2/LÉ avec aisance. Pour la grammaire interne, la précision est assurée par la correction courante des erreurs à l’oral et la réutilisation par l’élève des structures corrigées (Lyster, 1998). C’est la correction des erreurs à l’oral qui remplace, en quelque sorte, l’enseignement des règles de grammaire pour le développement de la grammaire interne. Quant à la stimulation de l’écoute, elle remplace les exercices habituels de compréhension orale : il s’agit ici de « forcer en quelque sorte les apprenants à constamment écouter ce que l’enseignant et les autres apprenants disent » (Germain, 2017, p. 89). Dans l'ANL, on recourt à huit stratégies, tant pour l'enseignement/apprentissage de la lecture que de l'écriture.

## Développement de l’ANL
L’ANL est en diffusion constante dans le monde depuis le premier programme expérimental du Français Intensif en 1997-1989. La démarche pédagogique a d’abord été qualifiée « d’approche transdisciplinaire » puis le terme « Approche Neurolinguistique»  a finalement été choisi, 12 ans plus tard, lors de l’expérimentation de la démarche pédagogique en Chine.

### Canada
On trouve plusieurs applications de l’ANL, notamment le programme de FI au Canada et un programme d’apprentissage du français dans une université et dans un lycée en Chine. Le programme de FI au Canada, qui s’adresse à des élèves de 5e et de 6e année (11 ou 12 ans) et continue jusqu’à la fin de l’école secondaire, a débuté dans la province canadienne de Terre-Neuve-et-Labrador en 1998. Depuis cette date, il s’est répandu dans pratiquement toutes les provinces et territoires canadiens (dans la province majoritairement francophone du Québec, il y a un programme d’anglais intensif qui est similaire mais non identique au FI car il ne repose pas sur les principes de l’ANL). Plus de 62 000 élèves ont participé au programme de FI au Canada depuis sa création. 
Ces programmes ont été développés sous la direction des coconcepteurs de l’ANL. À l’heure actuelle, d’autres applications de l’ANL sont en développement au Canada par d’autres professionnels afin d’enseigner certaines langues des Premières Nations au Yukon et dans les Territoires-du-Nord-Ouest, ainsi qu’en Saskatchewan et à l’Île-du-Prince-Édouard, aussi bien que dans la région de la Baie James (au Québec) pour l’enseignement de l’anglais, du français et du Cri. Toute ressource curriculaire qui se conforme aux principes de l’ANL peut être adaptée pour enseigner les habiletés de communication dans n’importe quelle L2/LÉ, comme le laissent croire deux tentatives universitaires d’enseignement / apprentissage de la langue espagnole, chez des francophones québécois (plus précisément : à l’UQAM – l’Université du Québec à Montréal) et chez des Japonais.

### Asie
En Chine, l’Université Normale de la Chine du Sud à Guangzhou continue d’utiliser l’ANL dans ses programmes de français pour jeunes adultes, suscitant un intérêt croissant parmi d’autres institutions. Depuis 2014, un lycée à Guangzhou utilise également cette approche pour l’enseignement du français.
D’autres pays asiatiques, comme le Japon et Taïwan, ont commencé à explorer l’ANL dans leurs programmes de formation linguistique, en particulier pour l’apprentissage du français et de l’anglais.

### Europe
En France, certaines universités, telles celles d’Angers et de Nantes, l'Université de Strasbourg et l’Université Sorbonne Nouvelle ont intégré des modules basés sur l’ANL dans leurs programmes de formation des enseignants de langues. 

### Amérique Latine
Au Mexique, l’Université de Vera Cruz commencé à mettre en œuvre l’ANL pour l’enseignement de l’espagnol langue étrangère depuis 2019. D'autres établissement ont adopté aussi cette méthode au Brésil, au Mexique et en Colombie.

## Recherche et développements récents
Plusieurs projets de recherche récents se concentrent sur l’adaptation de l’ANL à d’autres langues et contextes culturels. Par exemple, un projet dirigé par l’Université du Québec à Montréal (UQAM) étudie l’application de l’ANL pour l’enseignement de l’espagnol à des francophones québécois. Un autre projet, financé par le Conseil de recherches en sciences humaines du Canada, explore l’utilisation de l’ANL pour l’apprentissage des langues autochtones au Canada, en collaboration avec des communautés locales.
En France, en 2023, l’alliance européenne EU-Green a obtenu un financement  programme Erasmus+ pour le projet Second Language Learning at School for all teenagers (SLS4Teens) afin d’étudier l’impact de l’ANL sur l’apprentissage du français chez des enfants bilingues d’origine migrante. Cette recherche vise à développer des outils pédagogiques qui pourraient être utilisés dans des contextes scolaires et non scolaires pour soutenir l’intégration linguistique.

## Discussion autour de l'ANL
Comme toute approche ou méthode d’enseignement, l’Approche neurolinguistique pour l’enseignement des langues étrangères et secondes est objet de discussions. Il ne faut pas s’en étonner. C’est là le fonctionnement de la « science normale » (Kuhn, 2008) et ceci est également vrai en sciences de l’éducation comme l’a récemment rappelé Vergnioux (2021). Il faut encore moins s’en étonner dans le cas de l’ANL qui est une approche jeune (Bel, 2023) et perfectible (Gettliffe, 2020). Une discussion s’impose d’autant plus lorsque des recherches empiriques réfutent des opinions non fondées. Ci-dessous sont présentés quelques éléments de discussion autour de cette approche.

### Premier élément de discussion
En raison notamment de sa prétention à fonder une méthode globale et universelle de l’enseignement des langues à partir de la recherche en neurosciences, le projet applicationniste des concepteurs de l’ANL a fait l’objet de certaines critiques dans le domaine de la didactique des langues-cultures,,.
Pourtant, comme l’explique Cartier (2023), l’ANL, qui trouve ses origines dans les programmes de français intensif au Canada, n’a pas été fondée à partir des recherches en neuroscience. Elle ne s’inscrit pas non plus dans un projet applicationniste. Effectivement, les premières expérimentations en salles de classe ont débuté en 1998 et ont eu lieu dans le cadre du Français Intensif (FI) au Canada. Elles s’appuyaient notamment sur les hypothèses complémentaires de Cummins et de Vygotsky sur le développement cognitif. Le tout était alors désigné comme une approche transdisciplinaire. Mais « ce n’est qu’en 2010 que les fondements théoriques de l’ANL ont été présentés ». Il s’agissait d’expliquer, en recourant à la théorie de Paradis, ce que Germain appelle le paradoxe grammatical, c’est-à-dire « le fait que certaines personnes qui ne connaissent pas les règles d’une langue peuvent la parler alors que c’est l’inverse pour d’autres ». Concrètement, l’ANL consiste en un ensemble de cinq principes généraux dont les auteurs et les enseignants peuvent s’inspirer pour adapter leur contenu à leur milieu socioculturel. Il est important de rappeler que la construction théorique inspirée de la théorie de Paradis a suivi les racines empiriques de l’approche, et non l’inverse. Puis, Germain et Netten ont adossé à cette théorie des principes d’intervention pédagogique.

### Deuxième élément de discussion
Dénonçant le mythe selon lequel les neurosciences constitueraient une révolution pour l’apprentissage des langues, Roussel et Gaonac’h citent l’ANL parmi les exemples « de ce qu’on ne devrait surtout pas faire » (2017 : 118). Les deux auteurs pointent, entre autres, une confusion dans le raisonnement des concepteurs de l’ANL sur la notion de « double dissociation » et concluent à « une interaction entre les deux systèmes de mémoire, plutôt qu’à leur indépendance » (2017 : 120). Hilton, pareillement, critique la distinction radicale opérée dans l’ANL entre l’implicite et l’explicite, considérant qu’il est « réducteur » et « contreproductif » de « reléguer telle compétence langagière ou tel procédé d’apprentissage au “tout implicite” ou “tout explicite” » (2018 : para. 6).
Concernant cette remarque de Roussel et Gaonac’h, il est vrai que ces derniers reconnaissent qu’il n’y a pas indépendance entre la mémoire déclarative (consciente) et la mémoire procédurale (non consciente) comme le montreraient plusieurs recherches empiriques, précisent-ils, consistant à comparer les effets d’un enseignement explicite et d’un enseignement implicite. Or, tel que reconnu par ces auteurs, il ne s’agit que de recherches « à travers les ERP [pour Event-related potentiel], en tant qu’indices des processus cognitifs sous-jacents à ces performances » plutôt qu’à travers « leurs effets comportementaux (performances en compréhension ou en production) » (Roussel et Gaonac'h, 2017, p. 123). Il s’agit donc de recherches en situation de laboratoire, contrairement aux nombreuses recherches empiriques sur l’ANL entreprises en situation scolaire (Germain, 2017, chapitre 6). Et pourtant, même en situation in vitro, Roussel et Gaonac’h reconnaissent que c’est « l’apprentissage implicite » qui est favorisé (pp. 123-124). Ce qui est précisément la position soutenue par Paradis (2004, 2009) dont la théorie neurolinguistique, qui procède d’un abondant corpus de recherches cliniques, sert de fondement à l’ANL. Pour sa part, dans son compte rendu de l’ouvrage de Germain (2017), Hilton précise aussi qu'elle voit dans la référence aux travaux des neurosciences « une orientation théorique prometteuse et une position épistémologique importante » (2018 : para. 8).

### Troisième élément de discussion
Procédant à une analyse didactique de l’ANL, Antier (2022a) affirme mettre en évidence la manière dont le discours des promoteurs de cette approche dérogerait aux principes de sobriété et de rigueur scientifique en recourant massivement à une rhétorique de l’autopromotion. L’auteur montre notamment que la référence aux neurosciences, en tant qu’argument d’autorité, servirait directement les intérêts des promoteurs de l’ANL. Il dénonce aussi ce qu'il appelle la dérive scientiste des concepteurs de l’ANL qui tendrait à réduire l’acte éducatif à l’application de consignes standardisées.
Cette critique est réfutée par les recherches empiriques faites en salle de classe. Pendant de nombreuses années, l’ANL a fait preuve d’une certaine efficacité : « Entre 2003 et 2009, à l’échelle pancanadienne, le niveau de près de 1 500 apprenants dispersés sur 80 classes [a été] évalué. [Et les élèves du français intensif] ont des résultats supérieurs à ceux suivant des programmes de français de base, sur toutes les compétences et notamment à l’oral ». Deux numéros de revues ont été consacrés aux recherches sur l’ANL,. Graduellement, de nombreuses recherches empiriques, faisant également preuve d’une certaine efficacité, ont été entreprises sur l’ANL par d’autres chercheurs que ses coconcepteurs, notamment Agaesse, P. et Guilloux, C. (2018), Bagherkazemi et Zahed Shekarabi (2023), Carr, W. (2007), Carr, W. (2009), Dat, M.-A. et Starkey-Perret (2023), Dewaele, J.-M. et al. (2024), Gal Bailly, T. (2011), Gettliffe, N. (2023), Guedat-Bittighoffer, D. et Dewaele, J.-M. (2023b), Guedat-Bittighoffer, D. et Nocus, I. (2023d), Guedat-Bittghoffer, D. et al. (2021), Joy et Murphy (2012), Kristmanson (2006), Mohammadi (2018), ainsi que Nocus, I. et Maksud, I. (2023).

### Quatrième élément de discussion
Poursuivant la critique, Antier (2022b) montre en quoi l’ANL est une « approche épistémologiquement naïve qui se détourne des débats didactiques et scientifiques, tout en recourant à l’argument « neuronal » pour affirmer péremptoirement sa supériorité méthodologique » (p. 8). L’auteur alerte par ailleurs sur le risque que la posture scientiste, universaliste et dogmatique des concepteurs de l’ANL aboutisse à la négation de la responsabilité, de la liberté et de la créativité des enseignants et des apprenants.  
Concernant ce quatrième élément de discussion, il faut tout d'abord rappeler que l’adhésion à un paradigme universel ou commun est une impossibilité en sciences humaines et sociales puisque le chercheur fait partie de la société qu’il étudie,. Suivant l’épistémologue Laudan, le but de toute discipline n’est pas de démontrer la véracité ou la fausseté d’une théorie, mais bien de chercher à résoudre des problèmes (ou énigmes, selon Kuhn) de deux ordres : des problèmes conceptuels et des problèmes empiriques.
Par ailleurs, avancer que l’ANL aboutit à « la négation de la responsabilité, de la liberté et de la créativité des enseignants et des apprenants » est tout à fait contestable. Selon Cartier, « l’originalité de cette pédagogie interactive semble être le recours systématique à l’authenticité des échanges [qui] repose entièrement sur l’expression personnelle de l’enseignant et des apprenants, dans leur identité, en dehors de leurs rôles d’enseignant et d’apprenants, alors même qu’ils se situent dans le cadre de la salle de classe ». Et comme le fait observer Gettliffe, « si [l’ANL] peut paraitre rigide avec des étapes à suivre de manière minutieuse, il est évident que l’ANL possède une très grande flexibilité dans la présentation des contenus. Aucune publication ne mentionne des listes de structures linguistiques à aborder selon des niveaux définis ». Le recours à l’ANL nécessite même « un surcroit d’engagement et d’énergie nécessaire » notamment durant la phase de modélisation des structures langagières.